# Francesco Marzolo (chirurgo)
Francesco Marzolo (Padova, 27 settembre 1818 – Padova, 19 marzo 1880) è stato un chirurgo italiano.

## Biografia
Fratello del più noto Paolo Marzolo, si laureò all'Università di Padova in Medicina e Chirurgia nel 1842. Successivamente frequentò la scuola biennale di perfezionamento all'Università di Vienna riservata ai migliori allievi dell'Impero austro-ungarico.
Nel 1847 venne nominato professore di chirurgia teoretica all'Università di Padova, ma fu destituito nel 1850 per il suo ruolo politico nei fatti rivoluzionari del 1848 -1849.
Nel 1866, dopo l'annessione del Veneto all'Italia, venne reintegrato nell'insegnamento, come professore di patologia chirurgica.
A Padova fu preside della facoltà di medicina nel periodo 1875 - 1879 e Magnifico Rettore nel 1868-1869 e nel 1879 - 1880.
Ebbe fama di ottimo chirurgo e fu autore di numerose pubblicazioni scientifiche di interesse chirurgico; si occupò di chirurgia generale e ginecologica.
Attivo in politica, fu consigliere comunale per diversi anni.
Gli è intitolata una statua situata in viale Perlasca, presso i Giardini dell'Arena, a Padova.

## Opere
- 1872 - La vigesimaquinta ovariotomia in Italia / storia chirurgica del prof. F. Marzolo - Padova
- 1874 - La 36. ovariotomia in Italia / note cliniche del prof. F. Marzolo - Padova
- 1874 - Nuovo fatto per la storia dell'ovariotomia in Italia / del prof. Francesco Marzolo - Padova
- 1874 - Esempi notevoli di varietà anatomo-patologiche e di speciali indicazioni curative nelle ernie addominali / lettura accademica del prof. Francesco Marzolo - Padova
- 1875 - Esempi notevoli di varietà anatomo-patologiche e di speciali indicazioni curative nelle ernie addominali / appendice letta alla R. Accademia di scienze, lette - Padova
- 1876 - I pregiudizj in medicina.  Milano, Sonzogno,